# ピーター・リック

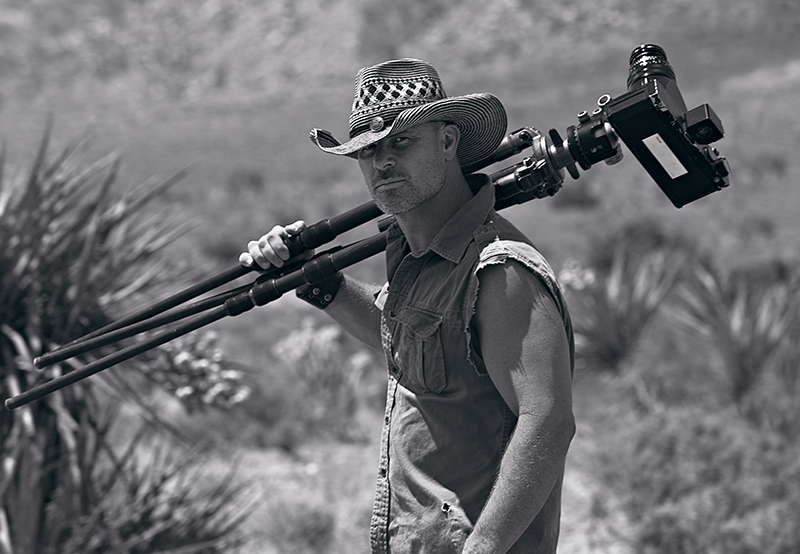
三脚を持つピーター・リック（2010年撮影）

ピーター・リック(Peter Lik、1959年 - )は、オーストラリアの写真家。2013年にアメリカ合衆国に帰化した。取引の詳細は明かされていないが、アンテロープ・キャニオンで撮影した『Ghost』をモノクロ化した作品『Phantom』が2014年に650万ドルで購入されたと発表しており、史上最高額の写真として報道されている。
パノラマ写真を用いて雄大な自然を表現する作風を特徴とし、米国プロフェッショナル写真家協会(PPA)、豪州プロフェッショナル写真家協会(AIPP)、マスター・フォトグラファーズ・インターナショナル(MPIO)からマスター・フォトグラファーの称号が与えられた他、2015年にPPAが主催するイメージングUSAにて生涯功労賞を受賞した。

## 経歴

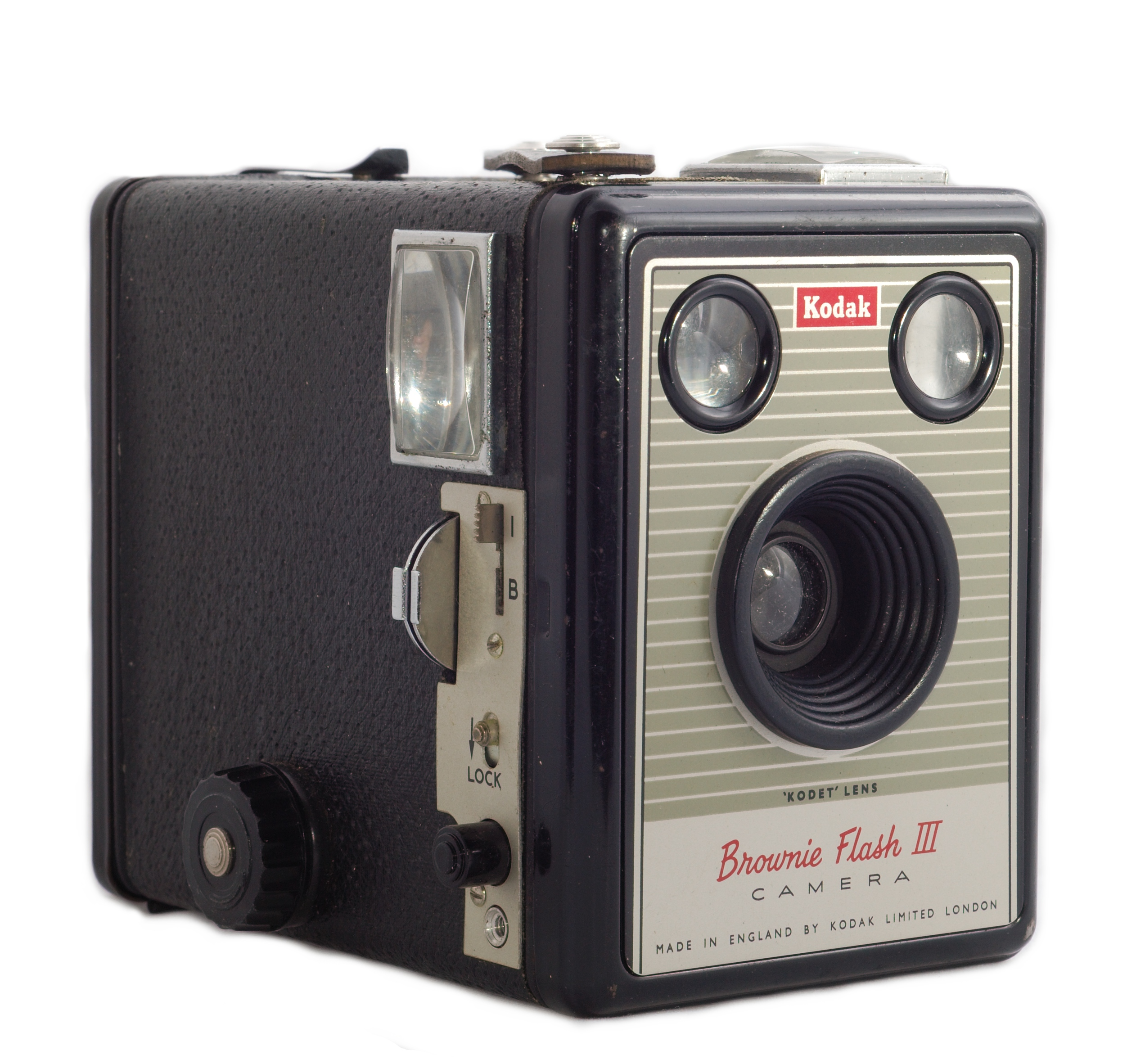
1950年代にコダックが販売していたボックスカメラのブローニー（画像はBrownie Flash III）

ピーター・リックは、1959年、第二次世界大戦後にオーストラリアのメルボルンへ移住したチェコ人の両親の下に生まれた。8歳の誕生日にプレゼントされたコダックのブローニーがきっかけで写真に興味を持つようになり、その技術を独学で磨いた。最初に撮った写真は自宅の庭に作られた蜘蛛の巣だという。
1984年、ピーターはアメリカに初めて訪れた際にパノラマ写真と出会い、その後のキャリアの方向性を決定付けた。活動当初は撮影した写真をポストカードにするために企業へ販売していたが、出版を自分で差配するために自費出版へとスタイルを切り替えた。
ピーターはクイーンズランド州の観光局で勤務し、アウトバックの風景などを撮影していたが、1990年代には『スピリット・オブ・アメリカ』と呼ばれるアメリカ50州すべての風景を写真に収めるというプロジェクトに着手し、およそ8万キロメートルの過酷な旅程のなかで1000ロールに及ぶフィルムを使用してアメリカ各地の風景を撮影した。このプロジェクトについてピーター・リック本人は「人生最大の挑戦だった」とコメントしている。1994年には拠点をラスベガスに移し、撮影した写真を印刷して額装するLik USAと、出版社としての機能を持たせたLik Publishingという会社を設立した。1993年に最初の作品集『Australia: Images of a Timeless Land』を出版、2003年にはスピリット・オブ・アメリカの写真を取りまとめた『Spirit of America』を出版した。
2010年、シャッターを押したのも印刷したのも1度だけという一期一会の作品として『One』と命名した作品に100万ドルの値が付けられて売れたことが発表された。『One』は、夜明け直後のニューハンプシャー州のアンドロスコッギン川のほとりを撮影したもで、法律事務所エーレンクランツ・アンド・エーレンクランツを介して匿名の個人美術収集家に販売された。同年、アンテロープ・キャニオンで撮影した『Ghost』がウィンドランド・スミス・ライス国際賞のアート・イン・ネイチャー部門を受賞し、翌年ポートランドで撮られた『Inner Peace』とともにスミソニアン博物館の自然写真展に展示されることとなった。『Ghost』および『Inner Peace』はピーターを代表する作品となった。
2014年、『Ghost』をモチーフにモノクロ化した『Phantom』が650万ドルで購入されたと発表された。購入者は匿名だが、『Phantom』の他にテルユライドの冬の風景を撮影した『Illusion』（240万ドル）、『Ghost』と同じくアンテロープ・キャニオンの洞窟内の風景を撮影した『Eternal Moods』（110万ドル）も同時に購入したという。『Phantom』の販売金額は、発表されているものとしては最も高額な写真と位置付けられている。

## 著作
- The Images of Australia: The Red Centre(1998) - ISBN 978-0947163228
- Wildlife(1999) - ISBN 978-0958700283
- Port Douglas(1999) - ISBN 978-1876585006
- Daintree / Cape Tribulation(1999) - ISBN 978-1876585020
- A Panoramic Journey through Australia: Panascopes(1999) - ISBN 978-0958700207
- Sydney (Images of Australia)(1999) - ISBN 978-0958700221
- Fraser Island(1999) - ISBN 978-0958700245
- Brisbane: City of Sundays(1999) - ISBN 978-0958700269
- Blue Mountains Wilderness(1999) - ISBN 978-0958700290
- Great Barrier Reef Australia(1999) - ISBN 978-0646282480
- Cairns Tropical North Queensland(1999) - ISBN 978-0646279671
- Townsville and Magnetic Island(2000) - ISBN 978-1876585013
- Wildlife Australia(2000) - ISBN 978-0958700283
- The Red Centre: Images of Australia(2000) - ISBN 978-0947163228
- San Francisco(2002) - ISBN 978-1876585075
- Sunshine Coast(2002) - ISBN 978-1876585051
- Byron Bay(2002) - ISBN 978-1876585068
- Mooloolaba: Coolum, Montville, Alexandra Headland(2002) - ISBN 978-1876585105
- Australia(2003) - ISBN 978-1876585037
- Spirit Of America(2003) - ISBN 978-1876585150
- Hawaii: The Aloha Spirit(2003) - ISBN 978-0979792700
- Las Vegas and Beyond(2006) - ISBN 978-1876585280
- Maui: Hawaiian Paradise(2006) - ISBN 978-1876585174
- Melbourne: The Place to be(2006) - ISBN 978-1876585303
- America(2015) - ISBN 978-0979792786
- New York(2015) - ISBN 978-0982541265
- Las Vegas(2015) - ISBN 978-0982541289

## 受賞歴
個人の受賞歴はそれぞれオフィシャルサイトの受賞歴より記載した。
- 2002年 - Master of Photography(AIPP)
- 2010年 - Fellow(BIPP)
- 2010年 - Fellow(RPS)
- 2010年 - Master of Photography(PPA)
- 2013年 - Photographer of the Year - Nature(One Eyeland)
- 2014年 - Best of Show - WPGA Summer Award(WPGA/Pollux Awards)
- 2014年 - Best of Category - Landscape(WPGA/Pollux Awards)
- 2015年 - Lifetime Achievement Award(PPA)
- 2016年 - Fellowship(ASP)
- 2016年 - Diamond Photographer of the Year(PPA)
- 2018年 - Master of Photography(FEP)
- 2019年 - International Photographer of the Year(MPIO)
- 2019年 - Fine Art Photographer of the Year(MPIO)
- 2019年 - Nature Photographer of the Year(MPIO)
- 2021年 - Top 100 Photographer(WPE)